# The Crystal Empire
«The Crystal Empire» (titulado: «El Imperio de Cristal» en Hispanoamérica y «El reino de Cristal» en España) es el nombre colectivo del primer y segundo episodio de la tercera temporada de la serie de televisión animada canadiense-estadounidense My Little Pony: La magia de la amistad, así como los episodios 53 y 54 de la serie en general. Ambos episodios se emitieron por primera vez en The Hub el 10 de noviembre de 2012. Fueron escritos por Meghan McCarthy y dirigidos por el director de la serie James Wootton.
Los episodios se centran en la reaparición del Imperio de Cristal después de haber sido maldecido hace más de mil años por su gobernante tirano, el rey Sombra, antes de su destierro. Temiendo que el poder de los ponis de cristal, sus habitantes, pueda ser usado para el mal, la princesa Celestia envía a Twilight Sparkle y sus amigas para ayudar a la princesa Cadence y a Shining Armor a proteger el Imperio del ataque del rey Sombra.
En su emisión inicial, el episodio logró la audiencia más alta para un estreno de My Little Pony: La magia de la amistad, y continuó un crecimiento en la audiencia de la serie respecto al año anterior. Recibió críticas mixtas de los críticos, pues si bien disfrutaron de la historia, la desconexión emocional y la naturaleza unidimensional del villano fueron descritas como deficientes.

## Trama

### Primera parte
La princesa Celestia se entera de la reaparición del Imperio de Cristal, el antiguo hogar de los Ponis de Cristal antes de que un unicornio llamado rey Sombra se lo apoderara, quien esclavizó a los habitantes y amenazó con conquistar Equestria; ella y su hermana Luna lo habían sellado en hielo, pero él maldijo al imperio para que desapareciera. Ahora que reapareció, las princesas temen que Sombra vuelva y reconquiste el imperio, volviéndose demasiado poderoso para que lo derroten de nuevo. Celestia le asigna a su alumna Twilight Sparkle una prueba de su habilidad, únicamente para ella, para ayudar a su hermano, el príncipe Shining Armor, y a su esposa, la princesa Cadance, a proteger el imperio.
Twilight viaja con sus amigas ponis y con Spike al ártico donde se encuentra el imperio. Sombra aparece cuando se acercan a la ciudad, pero Shining Armor llega y los protege mientras corren para cubrirse dentro de un escudo mágico alrededor de la ciudad. Aunque están a salvo, Shining Armor es afectado por una magia oscura que desactiva sus poderes. Las ponis y Spike se encuentran con la princesa Cadance en el castillo, la cual ha estado protegiendo el escudo sin poder dormir o comer. Twilight y sus amigas se dispersan para preguntar a los ciudadanos cómo proteger el imperio sin la magia de Cadance, pero descubren que están afectados por un hechizo que ha borrado todos sus recuerdos previos al reinado del rey Sombra.
Twilight encuentra un libro sobre el pasado del imperio y se entera de una Feria de Cristal utilizada para levantar el ánimo de los ponis. Intentan recrear la feria, pero se da cuenta de que uno de los aspectos más importantes es un Corazón de Cristal, por lo que construyen una versión tosca de este a partir de pedazos de cristal. Cuando la magia de Cadance comienza a fallar, la feria inicia y los habitantes pronto se animan y recuerdan su pasado. Más tarde, Rainbow Dash escucha a un poni discutiendo la parte de la ceremonia de la feria en la que canalizarían sus sentimientos eufóricos hacia el corazón para proteger el Imperio. Preocupada, Rainbow vuelve corriendo a advertir a Twilight de que necesitan encontrar el verdadero corazón, y descubren que la página sobre los poderes de este ha sido arrancada del libro a propósito. En ese momento, la magia de Cadance se apaga cayendo en los brazos de su esposo, lo que permite que el rey Sombra rodee el imperio.

### Segunda parte
Con el apoyo de Shining Armor, Cadance vuelve a activar el escudo, aunque el cuerno de Sombra cae dentro y comienza a contaminar el suelo. Twilight ordena a sus amigas que continúen con la feria mientras esconden el Corazón de Cristal falso, mientras ella misma busca el verdadero, asegurando que esta es la prueba que Celestia le ha dado. Spike insiste en acompañarla, prometiendo no ayudar.
Twilight asume que el rey Sombra lo escondió en el castillo, ya que los Ponis de Cristal nunca entrarían allí. Sus habilidades mágicas le permiten pasar varias trampas colocadas por él, como una puerta mágica que muestra el miedo más oscuro y una escalera aparentemente infinita. Ella y Spike llegan a la cima del castillo, y encuentran el corazón, justo cuando Cadance agota su magia por completo. Mientras Sombra invade el imperio, Twilight salta hacia el corazón, pero queda atrapada por cristales que le impiden escapar, ya que Sombra se da cuenta de lo que estaban tratando de hacer. El corazón es expulsado, llegando a los pies de Spike.
Twilight se esfuerza por escapar de la trampa, pero se da cuenta de que la única solución es dejar que Spike le entregue el corazón a Cadance, aunque eso signifique que no pasará la prueba. Spike esquiva los ataques del rey Sombra, pero se tropieza. Rápidamente, Shining Armor lanza a Cadance hacia Spike y el corazón. Ella atrapa a ambos antes de que el rey Sombra pueda llegar allí, y se desliza hacia la base del castillo. Colocándolo rápidamente en su lugar apropiado, este restaura tanto su fuerza como su magia. Se dirige a los ciudadanos como su princesa y les indica que enciendan el Corazón. Los sentimientos positivos de los ponis hacen que este se recargue y el rey Sombra se desintegre. Con el corazón restaurado, los ponis de cristal recuperan su apariencia cristalina y el efecto se extiende a la princesa Cadance, Shining Armor, Twilight y sus amigas, dándoles apariencias similares a las de los ponis de cristal mientras permanecen en la ciudad.
Twilight y sus amigas regresan a Canterlot. Aunque Spike sea considerado el héroe de la aventura, Twilight aun así pasa la prueba por haber antepuesto las necesidades de los demás a las suyas. Ella y sus amigas celebran su éxito mientras Celestia y Luna miran un libro misterioso.

## Producción

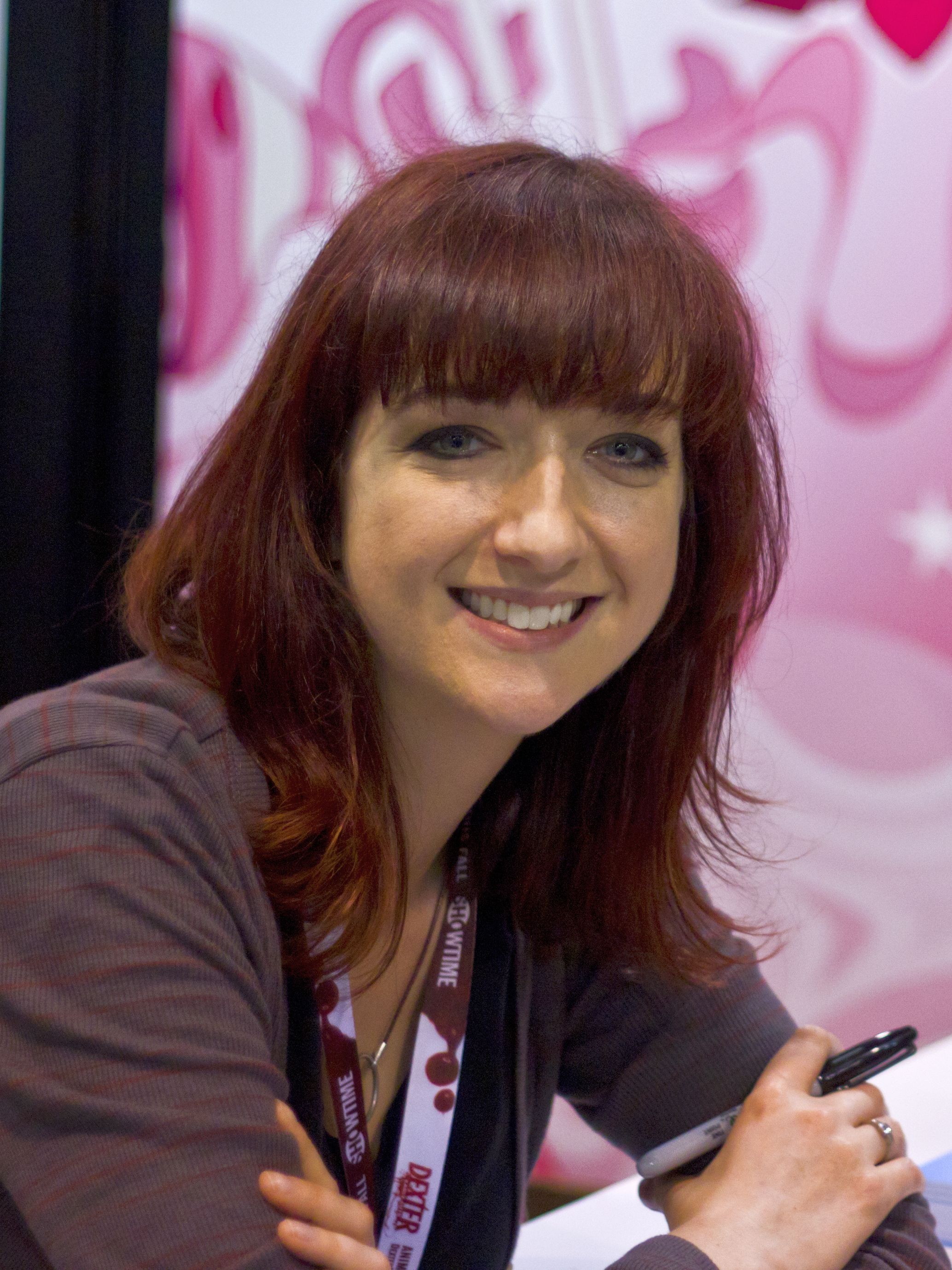
Los dos episodios marcan la primera vez que Lauren Faust no tuvo participación.

El episodio fue escrito por Meghan McCarthy y dirigido por James Wootton. Jayson Thiessen se desempeñó como director supervisor. Los episodios marcan la primera vez que la desarrolladora de la serie Lauren Faust no tuvo participación. Faust se había desempeñado previamente como productora ejecutiva durante la primera temporada y como productora consultora durante la segunda temporada. En la Comic-Con de San Diego de 2012, se mostró una vista previa de «The Failure Song», que, según Entertainment Weekly, fue «el tan esperado debut como cantante de Spike el dragón». Algunas escenas de «The Crystal Empire», incluido el imperio, el Rey Sombra y Pinkie Pie como espía, se mostraron en el panel de My Little Pony en la New York Comic Con de 2012. La escritora del episodio McCarthy, y otros, declararon que estaban interesados en la construcción del mundo y de la historia de Equestria, pues no estaban sujetos a series anteriores, y que este episodio exploraría otras partes de Equestria.
El diseño del rey Sombra estaba destinado a ser «como una criatura sólida y una masa continua de oscuridad humeante». El equipo de diseño decidió que no tuviera color para denotar su actitud malvada a través de sus ojos rojos y su capa. Su forma era más voluminosa y más alargada para implicar que alguna vez fue un gobernante poderoso. Al cambiar de una forma a otra, Sombra se parecía sutilmente a la Reina Chrysalis con su rostro, cuerpo delgado y piernas. El castillo del Imperio de Cristal, mientras estaba ocupado por Sombra, tenía campanarios afilados y una paleta oscura para demostrar su atmósfera siniestra. El cielo también daba indicios de una «neblina similar a la niebla tóxica que parece emanar del alma oscura del rey Sombra».

## Emisión y recepción

### Índice de audiencia
Ambas partes de «The Crystal Empire» se emitieron por primera vez consecutivamente en The Hub en un evento de una hora el 10 de noviembre de 2012. El estreno fue visto por un estimado de 578 000 a 686 000 de personas en más de 300 000 hogares. Los episodios se convirtieron en el estreno de temporada más visto de la serie en ese momento.

### Reseñas
Noel Kirkpatrick de TV.com apreció la aventura y varios momentos de comedia. A pesar de esto, sintió que había una desconexión emocional entre algunos de los elementos de la trama, como la falta de conexión entre el reinado de Sombra con Twilight y sus amigas, o el bajo impacto de la prueba de Celestia en los eventos. Daniel Alvarez [sic] de Unleash the Fanboy otorgó al episodio cinco estrellas de cinco y lo calificó como «un gran estreno para una gran serie» con la premisa de que «es bastante perfecto». Sin embargo, criticó al Rey Sombra y señaló que el personaje «prácticamente no tiene trasfondo y simplemente está ahí». Alvarez disfrutó del diseño del villano, pero declaró que era lo único positivo del personaje.

## Medios domésticos
Los episodios forman parte del DVD de la Región 1 «Adventures in the Crystal Empire» de Shout! Factory, que se lanzó el 4 de diciembre de 2012. También se lanzó como parte del conjunto completo en DVD de la temporada 3.